# Diego Trujillo (pintor)
Diego Trujillo (c. 1625 - c. 1700) fue un pintor barroco español, activo en Sevilla y en Cádiz en el último tercio del siglo XVII. Miembro, entre 1666 y 1673, de la academia de dibujo de Sevilla, creada en 1660 por Murillo y Francisco de Herrera el Mozo. Entre 1667 y 1680, se documenta la presencia de Trujillo en Cádiz, donde ocupó puestos relevantes en el gremio local de pintores. Sin embargo, es muy posible que regresase después a Sevilla, donde se le sabe activo entre 1681 y 1689. Allí otorga testamento al final del siglo.
No se conoce a día de hoy ninguna obra de Trujillo pero sí se sabe que estuvo implicado en el envío de pinturas a las colonias americanas, hecho que explica quizá su traslado a Cádiz, cuyo puerto fue ganando en importancia ante la decadencia del de Sevilla a partir de 1650.